# Kommasandra, Anekal
Kommasandra là một làng thuộc tehsil Anekal, huyện Bangalore Urban, bang Karnataka, Ấn Độ.